# 東京大神宮
東京大神宮（とうきょうだいじんぐう）は、東京都千代田区富士見二丁目にある神社。天照皇大神・豊受大神を主祭神とする。
1880年（明治13年）4月17日、有楽町の大隈重信邸跡に落成した皇大神宮遙拝殿が起源であり、一般には「日比谷大神宮」もしくは「日比谷皇大神宮」と称された。皇大神宮は伊勢神宮の内宮であり、現代の東京大神宮は「東京のお伊勢さま」という看板を掲げており、通称ともなっている。
明治政府の宗教政策転換により神宮司庁と神宮教院が分離すると、後者に属していた本神社は、大神宮祠、神宮奉斎会本院と幾度か改名した。
1900年（明治33年）5月10日、皇太子嘉仁親王（のちの大正天皇）の結婚式が宮中三殿で行われる。これを記念に神前式結婚式を創始、現在に伝わる神前結婚式となった。
1923年（大正12年）9月1日の関東大震災で被災し、1928年（昭和3年）に現在地に移転して飯田橋大神宮と呼ばれた。
太平洋戦争終結後の1946年（昭和21年）1月、宗教法人東京大神宮に改称し、現在に至る。

## 御祭神
天照皇大神・豊受大神を主祭神とする。天之御中主神・高御産巣日神・神御産巣日神・倭比売命を相殿に祀る。

## 歴史
明治5年（1872年）に開設された神宮司庁東京出張所（伊勢神宮の事務機関である神宮司庁と、東京の教部省との連絡のための出張所）には、明治天皇の勅裁を仰ぎ伊勢神宮の分霊が祀られていた。翌年、その構内に東京神宮教会（伊勢神宮の教導機関である神宮教院の東京支部）が開設された。
両所にあった神殿を継承して、明治13年（1880年）4月17日、有楽町の大隈重信邸跡に落成した皇大神宮遙拝殿が当社の起源である。これは、当時の明治政府が目指していた祭政一致・大教宣布の一環として作られたものであった。
本神社落成時、通りを隔てて中山忠能邸があり、前年12月7日より明宮嘉仁親王（明治天皇第三皇子、後の大正天皇）が生活していた。4月25日、嘉仁親王（当時2歳）は中山忠能、中山慶子（明治天皇生母）、正親町実徳、柳原愛子（大正天皇生母）等と共に日比谷皇大神宮を私的に参拝した。
なお中山忠能邸には、病弱だった嘉仁親王の健康を祈り、出雲大社より大国主の分霊も祀られていた。
明治15年（1882年）1月、明治政府の方針転換により神社と宗教活動は分離することとなり、伊勢神宮でも神宮司庁と神宮教院を分離することとなった。皇大神宮遙拝殿は神宮教院に属することになった。同年5月、神宮教院が神道神宮派に改称する際に、当社も大神宮祠と改称した。
一般には、所在地名から日比谷大神宮や、日比谷皇大神宮と呼ばれていた。
明治18年（1885年）3月23日、嘉仁親王（7歳）は有楽町の中山忠能邸から赤坂御用地青山御用邸内に新造された明宮御殿（花御殿）に移転した。その後も幾度か中山忠能邸を訪問したが、その度に日比谷皇大神宮に参拝している。
明治32年（1899年）9月、神道神宮派が解散して新たに神宮奉斎会が作られ、当社は神宮奉斎会本院と改称し、神宮奉斎会の本部機関となった。なお三重県宇治山田市（現・伊勢市）には神宮教院大本部が置かれていた。大正12年（1923年）の関東大震災で社殿を焼失する。昭和3年（1928年）、現在地に再建・遷座して、以降は飯田橋大神宮と呼ばれるようになった。上述のように、第二次大戦以前は神社という形ではなかったので、社格の指定はない。ゆえに氏子地域も存在しない（当社所在地は築土神社の氏子地域にあたる。）。
第二次世界大戦後の昭和21年（1946年）4月、宗教法人東京大神宮として再発足した。
- 公道より鳥居を見る（2019年7月撮影）
- 参道より新門を見る（2019年7月撮影）
- 新門を見上げる（2019年7月撮影）
- 新門より拝殿を見る（2019年7月撮影）
- 社殿（2019年7月撮影）

## 神前結婚式

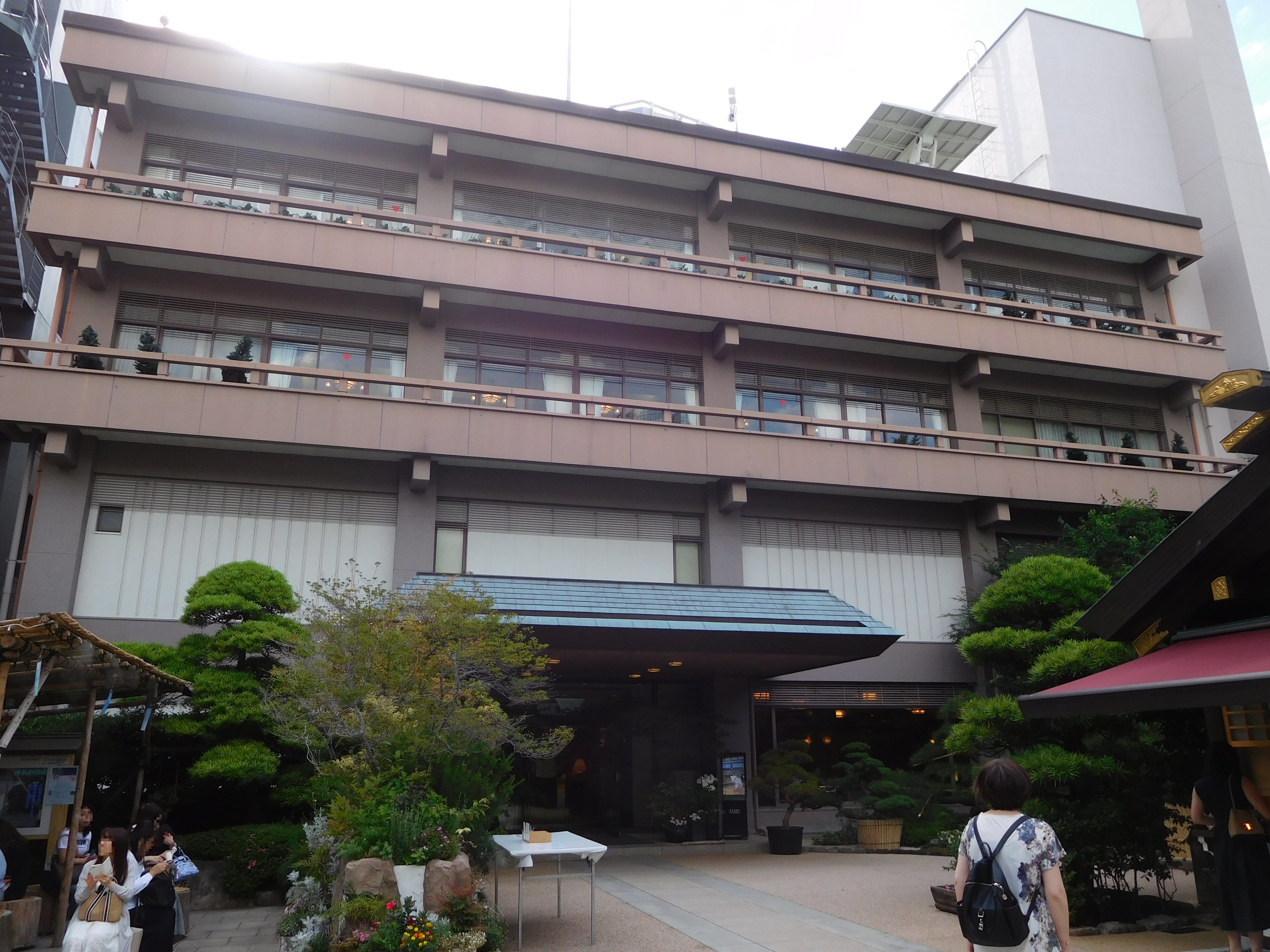
東京大神宮マツヤサロン

明治維新以後の近代日本でもキリスト教方式の結婚式が行われていたが、皇室や神社への信仰心の影響により神前結婚式が行われるようになった。だが、この動きは統一的な運動や方式ではなかった。また明治維新以前にも武家社会や神官家での「作法」として、あるいは出雲大社方式の神前結婚式が存在したが、全国的な広がりはなかった。
神宮奉斎会時代、本神社は教化事業として神前結婚式の創設と普及活動を行った。新聞記者で随筆家の大庭柯公は、高木兼寛男爵（元海軍軍医）が日比谷大神宮（当宮）で始めたとの説を唱える。
明治33年（1900年）5月10日、明治天皇第三皇子の明宮嘉仁親王（後の大正天皇）と九條公爵家令嬢の九條節子（のちの貞明皇后）との結婚式が宮中三殿において執り行われた。皇太子夫妻は続いて伊勢・京都地方へ行啓、5月25日には伊勢神宮（豊受大神宮、皇大神宮）に参拝して結婚を報告した。
神宮奉斎会国礼修業部は嘉仁親王と節子妃の結婚の儀を基本にして神前結婚の儀式を創設し、翌明治34年（1901年）3月3日、当社において模擬結婚式を開催した。1902年には民間人初の神前式として、アメリカ帰りの歯科医師の高島某と仙台の豪商金須松三郎の妹・金須松代の結婚式が高木兼寛夫妻を媒酌人に日比谷大神宮で執り行なわれた。儀式は媒酌人、新郎新婦、両家親族が着席し、緒方万の主例（斎主）で、媒酌人による誓文の朗読、結び杯（三三九度）、神拝、親類拝といった流れで式は進行し、披露宴は帝国ホテルで行なわれた。その後改良を加えた神前結婚式のスタイルが奉斎会各県本部・各支部によって全国に広められ、定着していった。今日「神前式」として行われている結婚式は、神宮奉斎会が創設したものが基になっている。
現在、同神社での神前結婚式及び披露宴については、松屋の関連会社であるアターブル松屋が運営しており、「東京大神宮マツヤサロン」の名称を用いている。

## パワースポットとして
東京大神宮は縁結びの神社として、若い女性を中心に多くの参拝者を集めている。パワースポットとして女性誌で度々紹介されたことや、2008年（平成20年）に「婚活」という言葉が流行した際にほぼ全ての在京テレビ局で取り上げられ、宮崎あおいが番組中で参拝し後にここで挙式したことを受けて参拝者が増加した。『朝日新聞』の取材によれば大安の日を狙って参拝し、同日から婚活を始める女性たちが多いというが、お日柄や天候に関係なく平日でも多数の参拝者が訪れ、時には長い行列ができる。東京大神宮ではスズランの形をした「縁結び鈴蘭守り」や恋愛のアドバイスを記した「恋みくじ」などを頒布している。

## 新型コロナウイルス感染クラスターの発生

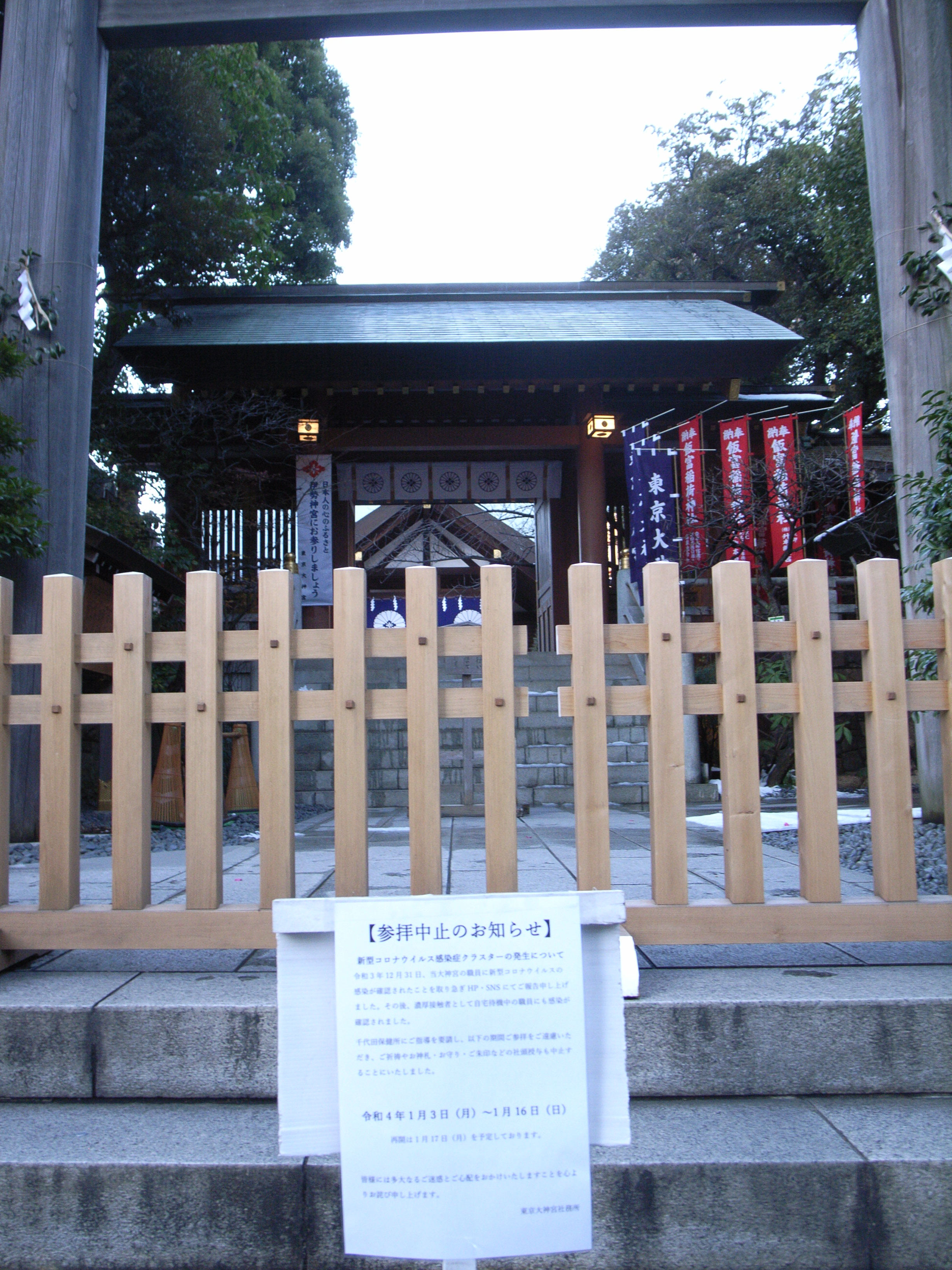
参拝中止の告知と閉鎖状況

2021年12月31日（大晦日）に職員1名が新型コロナウイルスに感染していることが確認され、1月1日に濃厚接触者として自宅待機していた3名を含む8名の職員の感染を確認し、千代田保健所が調査を行いクラスター発生と認定された。元日において勤務していた職員と初詣の一般参拝客・祈祷祈願者の濃厚接触は認められなかったが、翌2日から祈禱を中止し、3日からは一般参拝を一時休止する措置がとられ、参道が閉鎖され境内への立ち入りが禁止となった。

## 例祭
- 4月17日[6]

## 境内社
- 飯富稲荷神社 (いいとみいなりじんじゃ)（祭神：稲荷大神、大地主大神） --- 日比谷大神宮時代からの境内社[30]。九代目市川団十郎の篤い信仰を受けたことで知られる[30]。

## 交通

### 参道
参道入り口は、神宮から東南東の目白通りにあるが、多くの参拝客は反対側の、飯田橋駅（下記参照）側から訪れて帰っていく。参道側を含めた周辺全体の回遊性を高めるため、東京大神宮通り・飯田橋駅西口通り商業連合会と東京大神宮、千代田区は協力して、参道の舗装をアスファルトから石畳風にするなどの取り組みを進めている。

### 鉄道
- 飯田橋駅（JR中央・総武線西口から約5分（経路案内）、東京メトロ南北線から約9分、東京メトロ有楽町線から約8分、東京メトロ東西線から約7分、都営大江戸線から約12分[31]）
- 九段下駅（東京メトロ半蔵門線から約12分、都営新宿線から約12分[32]・東西線）

### 高速道路
- 首都高池袋線西神田出口（下り方向）・飯田橋出口（上り方向）